# Ода Нобукацу
Ода Нобукацу (Нобуо) (织田信雄?, 1558 — 10 июня 1630) — японский даймё периодов Адзути-Момояма и Эдо. Глава клана Китабатакэ (1575—1582) и 1-й правитель Уда-Мацуяма-хана (1615—1630).

## Биография
Второй сын известного японского полководца Оды Нобунаги. В 1570 году по требованию своего отца Оды Нобунаги он был усыновлен кланом Китабатакэ, чтобы укрепить власть клана Ода над провинцией Исэ, и женился на дочери бывшего главы клана Китабатакэ Томонори. В 1575 году Ода Нобукацу был официально признан главой клана Китабатакэ. В следующем году он заключил в тюрьму и умертвил своего приёмного отца Китабатакэ Томонори, полностью взяв под свой контроль клан Китабатакэ.
Ода Нобукацу играл важную роль во время двух военных кампаний в провинции Ига. В 1579 году он предпринял военный поход на провинцию Ига, который закончился полной катастрофой. В 1581 году его отец лично возглавил карательный поход на эту провинцию и подчинил её своей власти.
В июне 1582 года Ода Нобунага был убит восставшим военачальником Акэти Мицухидэ в Киото. В один день с ним погиб его старший сын и наследник Ода Нобутада. После смерти Оды Нобунаги началась ожесточенная борьба за власть между его военачальниками и сыновьями.
Ода Нобукацу, чтобы защитить интересы дома Ода, перешёл на сторону Тоётоми Хидэёси, одного из крупнейших военачальников своего покойного отца. На совещании в замке Киёсу Тоётоми Хидэёси, добившийся поддержки ряда генералов Оды Нобунаги, назначил главой рода Ода двухлетнего Хидэнобу, сына Нобутады и племянника Нобукацу. Тоётоми Хидеёси, Ода Нобукацу и Ода Нобутака стали опекунами малолетнего Хидэнобу. Ода Нобукацу сохранил власть над провинциями Мино, Овари и Исэ.
В 1583 году Ода Нобукацу поддержал Тоётоми Хидэёси в борьбе против своего младшего брата Оды Нобутаки, который был осажден в замке Гифу и вынужден был совершить сеппуку. Вскоре Ода Нобукацу поссорился с Тоётоми Хидэёси и перешёл на сторону его врага Токугавы Иэясу. В 1584 году на стороне Токугавы Иэясу участвовал в битве при Комаки и Нагакутэ.
После полутора лет сражений Тоётоми Хидэёси предложил Оде Нобукацу заключить мир, обещая сохранить за ним его владения. Ода Нобукацу принял это предложение и практически стал вассалом Хидэёси. В 1590 году он участвовал в военной кампании Хидэёси против клана Го-Ходзё. После этой кампании по приказу Тоётоми Хидэёси Ода Нобукацу вынужден был принять монашество, а его владения были розданы другим вассалам Хидэёси. Через несколько лет Тоётоми Хидэёси помиловал Оду Нобукацу и вернул ему родовые владения.
После смерти Тоётоми Хидэёси (1598) Ода Нобукацу поддерживал его сына-преемника Хидэёри. Во время осады Осаки (1614—1615) он предал своего повелителя и сдался Токугаве Иэясу, который в 1615 году пожаловал ему во владение Уда-Мацуяма-хан в провинции Ямато (ныне — префектура Нара).
В июне 1630 года 72-летний Ода Нобукацу умер, ему наследовал четвёртый сын Ода Таканага (1590—1674), который стал вторым даймё Уда-Мацуяма-хана (1630—1659).